# Adolph Dupuis
Adolph Dupuis (París, Illa de França, 1821 - Nemours, Illa de França, 1891) fou un actor de teatre francès.
Fill de l'actriu Rosa Dupuis (1786-1978). Començà a estudiar arquitectura, però l'abandonà ben aviat per dedicar-se al teatre, presentant-se per primera vegada a la Comédie-Française (1845). Però, no trobant l'acollida esperada, el 1847 es contractà pel teatre francès de Berlín, havent de sortir d'Alemanya el 1848.
Tornat a París, el 1849 entra en el Gimnàs i allà començà la seva reputació. Durant deu anys va romandre en aquell teatre i feu un gran nombre de creacions que el situaren al nivell dels millors actors de l'època.
Llavors acceptà un contracte per a Sant Petersburg (1860), transcorreguts disset anys tornà a França.
Prosseguí la seva carrera desenvolupant les barbes tant notablement com els galans joves en la seva joventut. Es retirà el 1887, disgustat del mal èxit assolit en la representació del Tartuffe de Molière.